# Едуард Бърн-Джоунс
Едуард Бърн-Джоунс (на английски: Edward Burne-Jones) е британски художник и дизайнер, тясно свързан с Прерафаелитското братство. Той изиграва основна роля за популяризирането на прерафаелитите в британския културен живот.

## Галерия
- Едуард Бърн-Джоунс и Уилям Морис, 1874
- Семействата на Морис и Едуард Бърн-Джоунс, 1874
- „Temperantia“, 1872
- „The Heart Desires“
- „The Heart Desires“, втора поредица
- Портрет на Джорджияна, 1883
- „The Soul Attains“
- „The Soul Attains“, втора поредица
- „Phyllis and Demophoon“, 1870
- „Maria Zambaco“, 1870
- „Pan and Psyche“

## За него
- MacCarthy, Fiona. The Last Pre-Raphaelite: Edward Burne-Jones and the Victorian Imagination.   Faber & Faber, 2011. ISBN 978-0-571-22861-4.
- Arscott, Caroline. William Morris and Edward Burne-Jones: Interlacings, (New Haven and London: Yale University Press (Published for the Paul Mellon Centre for Studies in British Art), 2008). ISBN 978-0-300-14093-4.
- Mackail, J. W., The Life of William Morris in two volumes, London, New York and Bombay: Longmans, Green and Co., 1899.
  - Google Books edition of Volume I and Volume II (1911 reprint) Посетен на 16 август 2008.
- Marsh, Jan, Jane and May Morris: A Biographical Story 1839–1938, London, Pandora Press, 1986 ISBN 0-86358-026-2.
- Marsh, Jan, Jane and May Morris: A Biographical Story 1839–1938 (updated edition, privately published by author), London, 2000.
- Robinson, Duncan. William Morris, Edward Burne-Jones and the Kelmscott Chaucer.   London, Gordon Fraser, 1982.
- Spalding, Frances. Magnificent Dreams: Burne-Jones and the Late Victorians.   Oxford, Phaidon, 1978. ISBN 0-7148-1827-5.